# Wereldkampioenschappen schaatsen afstanden 2020 - 3000 meter vrouwen
De 3000 meter vrouwen op de wereldkampioenschappen schaatsen afstanden 2020 werd gereden op donderdag 13 februari 2020 in het ijsstadion Utah Olympic Oval in Salt Lake City, USA.
De olympisch kampioen is Carlijn Achtereekte, de titelverdedigster Martina Sáblíková, die haar titel wist te prolongeren.

## Statistieken

### Uitslag
| #      | Naam                   | Land | Tijd    |
| ------ | ---------------------- | ---- | ------- |
| Goud   | Martina Sáblíková      | CZE  | 3.54,25 |
| Zilver | Carlijn Achtereekte    | NED  | 3.54,92 |
| Brons  | Natalja Voronina       | RUS  | 3.55,54 |
| 4      | Jevgenia Lalenkova     | RUS  | 3.55,81 |
| 5      | Esmee Visser           | NED  | 3.56,78 |
| 6      | Ivanie Blondin         | CAN  | 3.57,56 |
| 7      | Irene Schouten         | NED  | 3.58,26 |
| 8      | Francesca Lollobrigida | ITA  | 3.58,71 |
| 9      | Marina Zoejeva         | BLR  | 3.59,41 |
| 10     | Isabelle Weidemann     | CAN  | 4.01,34 |
| 11     | Claudia Pechstein      | GER  | 4.01,91 |
| 12     | Valérie Maltais        | CAN  | 4.02,13 |
| 13     | Nana Takagi            | JPN  | 4.03,36 |
| 14     | Nikola Zdráhalová      | CZE  | 4.03,48 |
| 15     | Roxanne Dufter         | GER  | 4.03,71 |
| 16     | Mia Kilburg-Manganello | USA  | 4.05,83 |
| 17     | Natalia Czerwonka      | POL  | 4.06,24 |
| 18     | Nene Sakai             | JPN  | 4.07,23 |
| 19     | Noemi Bonazza          | ITA  | 4.08,22 |
| 20     | Jelena Sochrjakova     | RUS  | DSQ     |

### Loting
| Rit | Binnenbaan         | Buitenbaan             |
| --- | ------------------ | ---------------------- |
| 1   | Jelena Sochrjakova | Irene Schouten         |
| 2   | Noemi Bonazza      | Roxanne Dufter         |
| 3   | Nene Sakai         | Mia Kilburg-Manganello |
| 4   | Natalia Czerwonka  | Nana Takagi            |
| 5   | Valérie Maltais    | Claudia Pechstein      |
| 6   | Nikola Zdráhalová  | Carlijn Achtereekte    |
| 7   | Esmee Visser       | Francesca Lollobrigida |
| 8   | Natalja Voronina   | Jevgenia Lalenkova     |
| 9   | Ivanie Blondin     | Martina Sáblíková      |
| 10  | Isabelle Weidemann | Marina Zoejeva         |

1996 · 
1997 · 
1998 · 
1999 · 
2000 · 
2001 · 
2003 · 
2004 · 
2005 · 
2007 · 
2008 · 
2009 · 
2011 · 
2012 · 
2013 · 
2015 · 
2016 · 
2017 · 
2019 · 
2020 · 
2021 · 
2023 · 
2024 · 
2025